# 陈太一
陈太一（1921年12月29日—2004年5月6日），男，江苏宜兴人，中国通信技术专家，中国工程院院士。

## 生平
1978年，提出“三网一系统”的构想，促使立项军事卫星通信研究工作。“706卫星通信工程”批准后，与宗汝立共同完成“331工程”（即“中国通信卫星项目”）的初步论证工作。
1997年，获选中国工程院信息与电子工程学部院士。